# 正宗

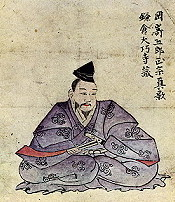
鎌倉・大巧寺伝来の正宗像（写し）

正宗（まさむね、生没年不詳）は、鎌倉時代末期から南北朝時代初期に相模国鎌倉で活動した刀工。五郎入道正宗、岡崎正宗、岡崎五郎入道とも称された。五箇伝の相州伝の代表的刀工で、多くの弟子を育成した。正宗の人物およびその作った刀についてはさまざまな逸話や伝説が残され、講談などでも取り上げられている。

## 系譜
武士の町であった鎌倉には早い時代から刀鍛冶が存在したと思われるが、その正確な起源は明らかでない。鎌倉幕府第5代執権・北条時頼は、山城（京）から粟田口国綱や備前から備前三郎国宗、一文字助真らを召して鍛刀させたと言われているが、相州鍛冶の実質的な祖とされているのは鎌倉時代末期に活動し、正宗の師とされている新藤五国光である。
正宗の名の初出は、正和5年(1316年)に書かれた日本最古の刀剣鑑定書である『銘尽』（応永30年(1423年の写本)に、相模鍛冶系図に新藤五国光弟子として記載されている。
- 相模鍛冶系図 貞國─國弘─助真─國光─國重・國廣・行光・正宗
- 鎌倉鍛冶 國宗─國光─進藤太郎・進藤又四郎・大進房ひがきなり・行光藤三郎入道・國光弟子。

すなわち、相模国鍛冶の新藤五国光を継ぐ国重、国広、行光、正宗で、鎌倉鍛冶の国光弟子が正宗にあたる。
次に往来物の『桂川地蔵記』（応永23年10月14日条）に天国（刀工）以降、「鎌倉新藤五、彦四郎、五郎入道、九郎次郎・・・」と掲載されている。
正宗の出自については、竹屋理庵本（天正7年（1579年））に行光の子と記載している。また、行光の弟でのちに養子となったとする説もあり、国光の子とする説もある。
正宗の弟子とされるものに「正宗十哲」と呼ばれるものがあるが作刀年代が重ならず、後世の作り話であり師弟関係はない。

## 刀について

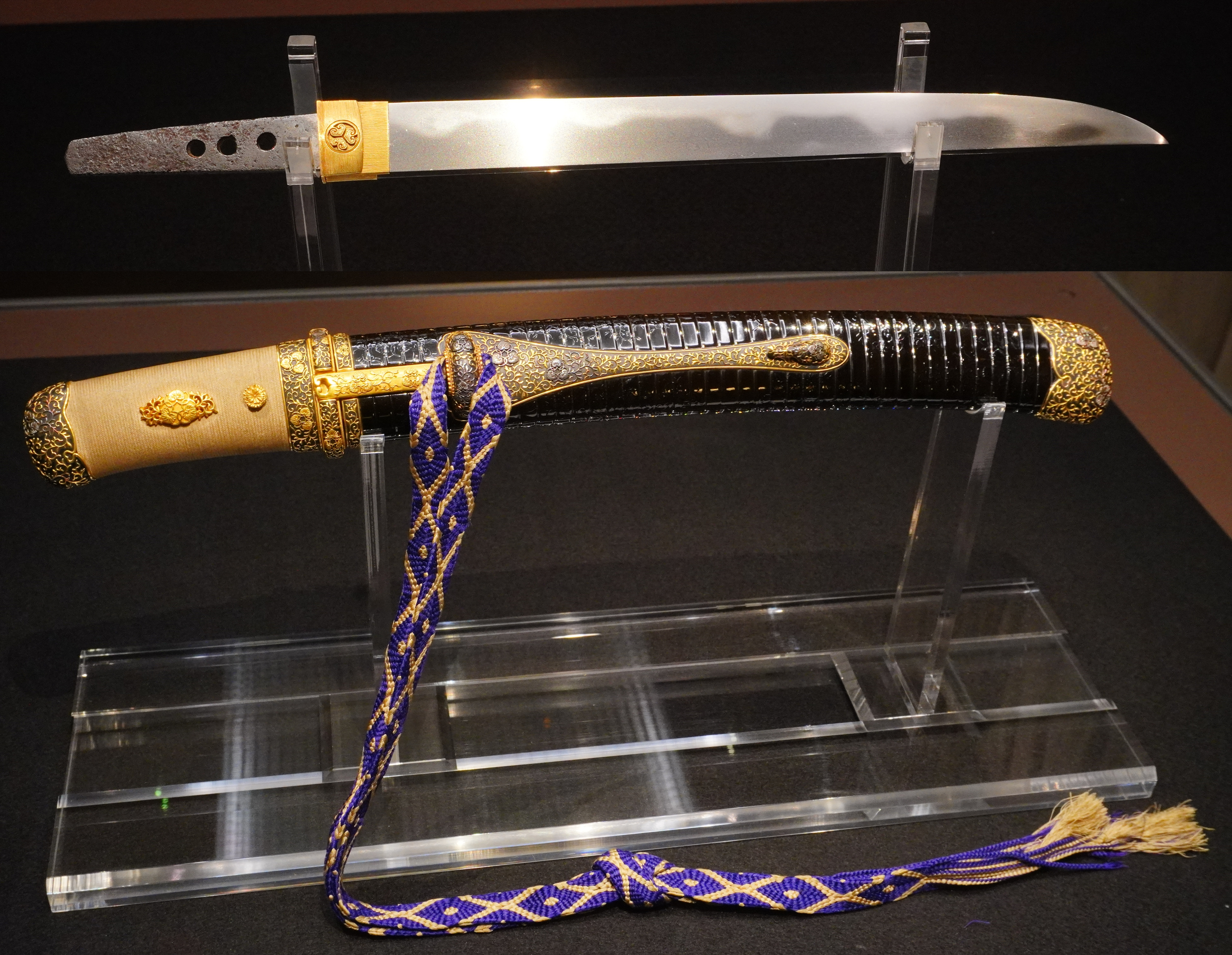
短刀 無銘正宗（名物日向正宗）と付属する拵（刀身のみ国宝で、拵は江戸時代の脇差形式の葵唐草文漆絵小脇差）、三井記念美術館蔵

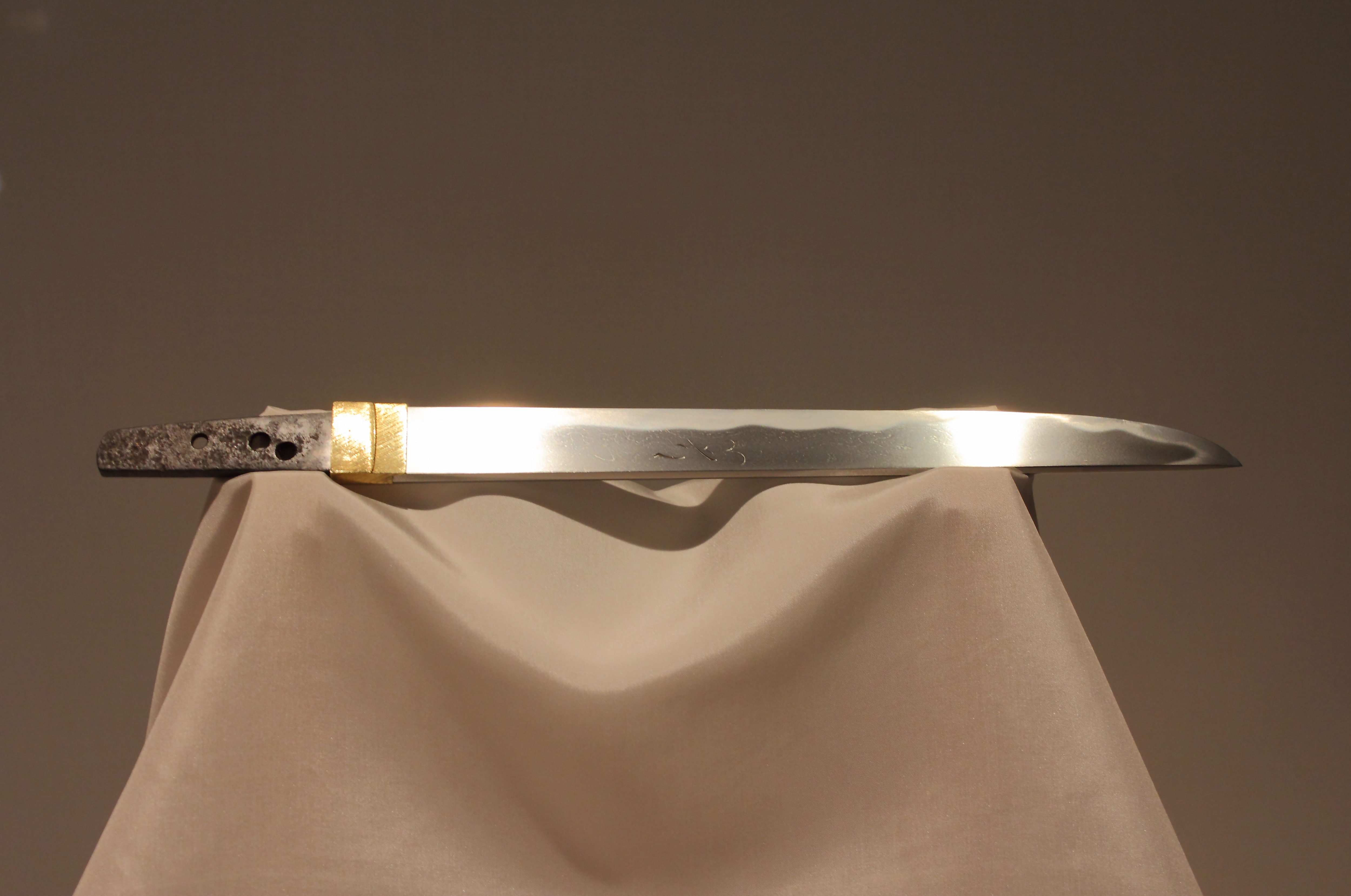
短刀 無銘正宗（重要美術品）、東京国立博物館蔵

正宗の作品には無銘が多く在銘確実なものが少なく、明治時代には正宗の実在を疑問とする「正宗抹殺論」（後述）が唱えられている。正宗の師・国光の作品には「鎌倉住人新藤五國光作　永仁元年十月三日」銘の短刀が現存し、国光が永仁元年（1293年）に活動していたことと、鎌倉に住した鍛冶であることが明らかである。一方、正宗の現存健全刀には製作年を明記したものは皆無だが、大坂落城の際に焼け、後に再刃された「嘉暦三年八月 相州住正宗」銘の短刀（名物大坂長銘正宗）が現存する。また、「相模国鎌倉住人正宗 正和三年十一月日」という銘のある短刀（名物江戸長銘正宗）がかつて存在したことが『享保名物帳』などの記録に残っている（嘉暦3年は1328年、正和3年は1314年）。現存作刀の時代観からも、正宗の活動時期を鎌倉時代末期から南北朝時代（13世紀末から14世紀初）と見ることは研究者の間で異論がないが、彼の正確な生没年は不明である。過去帳には正応　五郎入道正宗　戊子年(1288年)正月十一日法名心龍日顕壽八十才の記録がある）。また、史実とは見なされていないが、『古刀銘尽大全』には文永元年（1264年）-康永2年（1343年）と記されている。

## 人物像
正宗の生涯や人物像については後世の講談、芝居などでさまざまに脚色され、半ば伝説化されている。たとえば、八木節の『五郎正宗孝子伝』には、父無し子の正宗が生き別れた父・行光と涙の再会を果たす物語がまことしやかに語られているが、この種の物語はほとんど後世の仮託であると考えられている。

## 作風

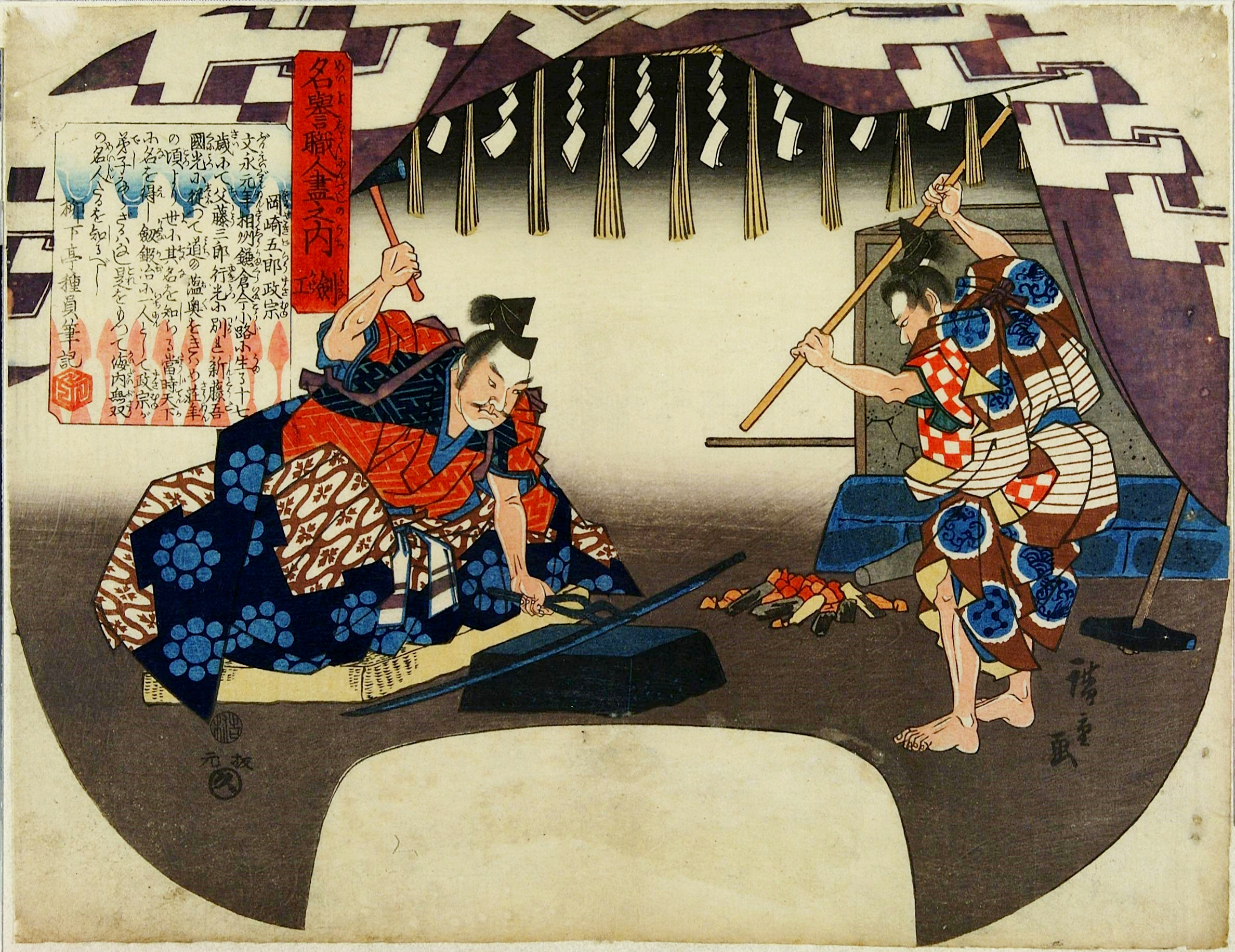
五郎正宗、刀鍛冶（浮世絵）。

正宗の作品で現存するものは打刀と短刀とがある。また伝正宗としては脇差もある。打刀は元来太刀として鍛造されていたが、後世に大磨上（おおすりあげ、実戦上の理由から太刀を切り縮めて仕立て直したもの）されたものである。刀の体配は細身のものと、幅広く豪壮で切先のやや伸びたものとがあり、後者は南北朝時代に入っての作刀と見られている。短刀は姿、寸法とも尋常で、無反りか内反りのものが多く、若干の反りのあるものも一部に見られる。ただし、「庖丁正宗」の通称がある3口の短刀は例外的に幅広の異様な造り込みで、刃文や地刃の働きをよりよく表現するためにあえてこの形にしたのではないかと言われている。他に、生ぶ茎（うぶなかご）の小太刀（刃長2尺未満の太刀）で正宗作と極められているものが存在する。
正宗の作風の特色として研究者が挙げている要素は、
1. 硬軟の鋼を組み合わせ鍛錬し、独自の地鉄を創っていること
2. 「沸(にえ)」の美を追求していること
3. 「刃中の働き(はちゅうのはたらき)」があること

である。「沸」とは焼き入れの工程で刀身に肉眼で見える金属粒子で荒沸(あらにえ)・中沸(なかにえ)・小沸(こにえ)の順に粒子が大きい。「刃中の働き」とは沸等で構成される刀身の金属成分の模様の事。
正宗の時代は物情騒然たる世相（二度にわたる元寇の襲来、鎌倉幕府の終焉等々）、元寇の第3寇（第3波襲来）、第4寇（第4波襲来）であった。正宗は蒙古の甲冑（革製鎧）に対し造られ、反り浅く、身幅広く、重ね薄く（断面の厚みが薄いという意味）、鎬高く、鎬幅狭く、平肉なく（刃通りをよくするため）、先身幅細らず、切先延び、ふくら枯れ、という造りがなされている（この平肉のない造り込みはいったん途絶えるが　後世の室町幕府終焉に現れた孫六兼元が復活している）。この時代の太刀は武器として造られ、所有者の丈に合わせられた。武器に銘を切るのは朝廷の延喜式の掟であるから元来は在銘であったという説もあるが、正宗に限らず同時代の相州鍛冶の作品には無銘のものが多く、幕府の用命による作刀には銘を打たなかったとする説もある。
「湾れ（のたれ）」「互の目乱れ（ぐのめみだれ）」などの乱刃(みだれば)で、「湯走り（ゆばしり）」「砂流し（すながし）」「金筋(きんすじ)」「稲妻(いなずま)」の刃中の働きが多いのも特徴である。
短刀は入念作が多く、短刀は「上位献上品」（上位献上品には銘を入れないのが当時の習慣）であり、生ぶ茎（うぶなかご）で無銘の作が多い。習作期の短刀は新藤五国光そのままの小沸出来の細直刃を焼いて小丸帽子になっており、無銘であったならば新藤五国光や粟田口吉光に見間違えてしまうが、相州伝完成期［当時の名刀（古備前物・古伯耆物）は中央に集結しており、正宗は新藤五国光だけではなく、上位から幕臣までの多くのものを実際に手にとって分析したと推定される］の刃長25cm（正宗の短刀の最長作）の中直刃（直刃はごまかしがきかない）の短刀には正宗と推定される作がある。
正宗の重要な特色とされる茎（なかご）は、相州伝完成期以降の作においてはよく見られる舟形茎であり、後代の広光・秋広のような舟形茎（詰まった）とは異なり、茎まで鍛え（梃鉄の不純物を取り除くという意味）てあるので、べっとりと凹凸が激しい錆ではなく錆味は良好である。
茎尻は、習作期の短刀に切で振袖茎（文字どおり着物の振袖の形からきている）と呼ばれるのが1口と、永青文庫蔵の包丁正宗（国宝）に見られるような栗形と、徳川美術館蔵の包丁正宗（国宝）並びに大阪府・法人蔵の包丁正宗（国宝）の剣形の3種類の茎尻があり、このように正宗の茎尻は剣形だけではないことが知られている。
彫物は新藤五国光の三男である大進坊祐慶が彫っており、密教の「梵字」「素剣」「爪」「護摩箸」（不動明王などを本尊として、息災や子孫繁栄などを祈願する護摩を焚くときに使用する杉の白太で作った大角箸）が題材である。なお、「仏像」が彫られたものはない。

## 在銘の作刀
本阿弥家など後世の鑑定家が金象嵌銘(きんぞうがんめい-溝に純金で銘を切る事)を入れた刀はある。現存する有銘作は短刀に数口、長物（太刀、刀）で正真作とみなしうるのは、木下正宗（重要美術品）と号する一振りのみである。製作年を明記した現存の健全作は皆無であるが、前述のとおり『享保名物帳』の「焼失之部」には「江戸長銘正宗」「大坂長銘正宗」という年紀入りの短刀が存在したと記されている。「江戸長銘正宗」の銘は「相模国鎌倉住人正宗 正和三年十一月日」、「大坂長銘正宗」の銘は「嘉暦三年八月 相州住正宗」で、それぞれ1314年、1328年に当たる。後者は、越前康継によって再刃されたものが徳川美術館に現存する。
重要文化財指定品では短刀の「不動正宗」が在銘であり、他に「京極正宗」（短刀）、「大黒正宗」（短刀）、徳川美術館所蔵の短刀などが在銘作として知られている。銘は「大黒正宗」が「正宗作」3字銘であるほかは「正宗」2字銘である。太刀では前述の「木下正宗」は「正宗」在銘の作であるが、刀身の上半に火を被ったためか、地刃に精彩を多少欠く部分がある。この太刀の銘は朽ち込んで不鮮明であるため、1935年に重要美術品に認定された際の名称は「正宗ト銘アリ」と慎重を期していたが、重美認定の審査にあたった本間順治は、その後精査した結果、この銘は「否定しがたい」と感じたと述べている。なお、正宗在銘の短刀は焼き直しのものを含め、他にも数例が知られている。

## 評価
正宗の名は南北朝時代～室町時代の文献にも散見するが、殊に近世には「正宗」は名刀の代名詞となった。享保4年（1719年）、江戸幕府8代将軍徳川吉宗が本阿弥光忠（こうちゅう）に命じて作成させた、いわゆる『享保名物帳』には当時の現存名物刀168口、焼失したもの80口の計248口が収載されているが、この中で正宗は59口（現存刀41口、焼失の部18口）を占めている。
近世以降、著名な刀工の一人として正宗は一般市民にも知られていた。江戸時代の遺跡から「正宗」と書かれたおもちゃの木刀が出土したほか、現代でもおもちゃの刀に「名刀正宗」と刻印されるほどである。

### 「正宗抹殺論」
明治時代には「正宗は存在しなかった。あるいは存在したとしても凡工にすぎなかった」とする、いわゆる「正宗抹殺論」が唱えられたこともあった。明治29年（1896年）、当時刀剣鑑識家として名高く、宮内省の御剣掛を務めていた今村長賀は、「読売新聞」に連載した談話記事の中でおおむね次のように主張した。
- 古来、正宗には在銘正真の作刀を見たことがなく、もし在銘の正宗があれば、それはまがい物である。
- 正宗が名工と言われ出したのは豊臣秀吉の時代以後のことで、それ以前の文献では名工とはされていないし、それ以前の武将が正宗の作刀を差料としていたという話も聞かない。
- 足利義満の時代に、当時の目利きであった宇都宮三河入道に選ばせた名工182工の中にも正宗という名前は入っていない。
- 正宗というものは、秀吉が政略的意図から本阿弥家（代々刀剣研磨と目利きを業とした家）に指示してでっち上げたものであろう。

## 主な作品

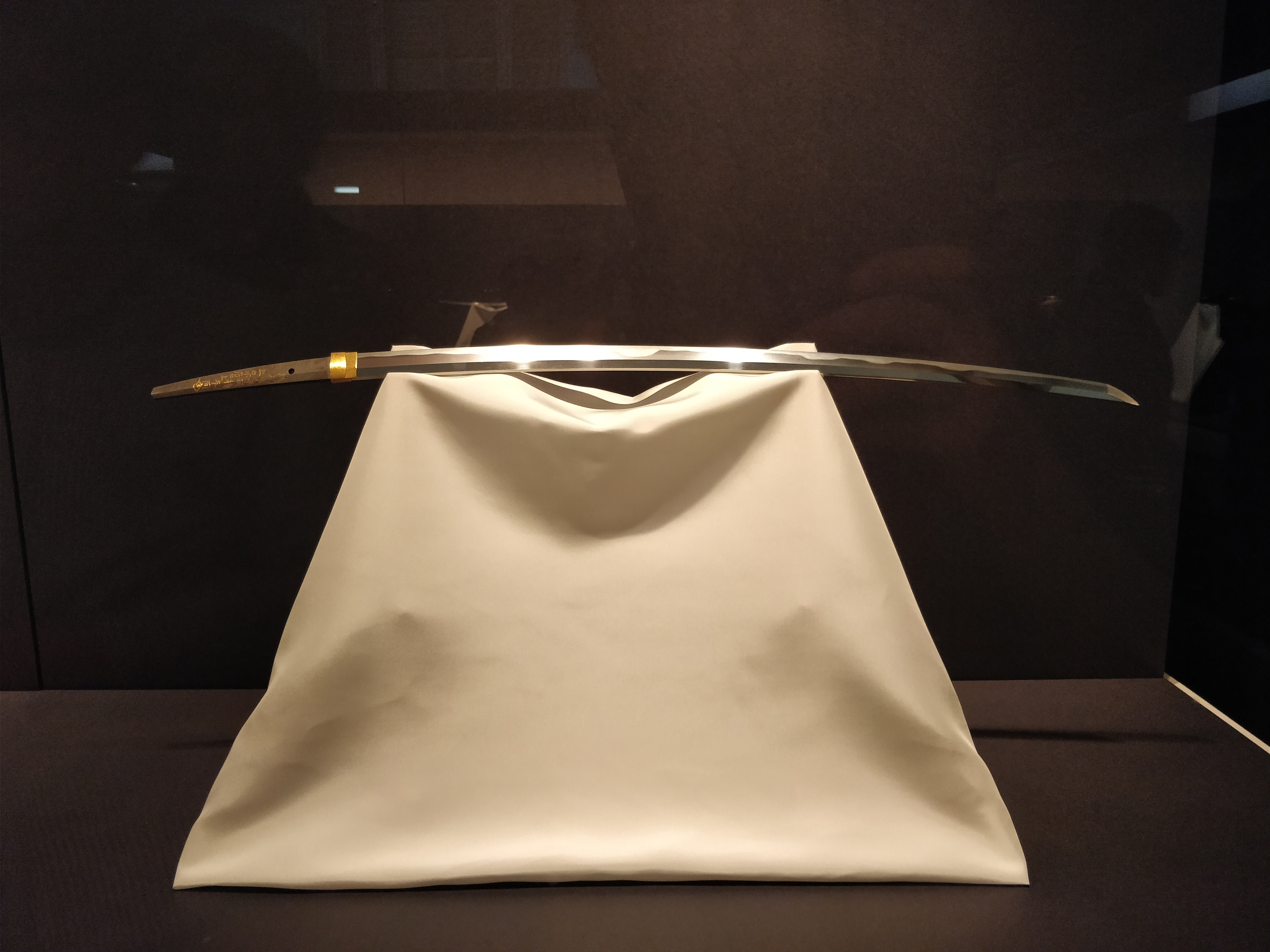
刀　金象嵌銘城和泉守所持　正宗磨上本阿（花押）

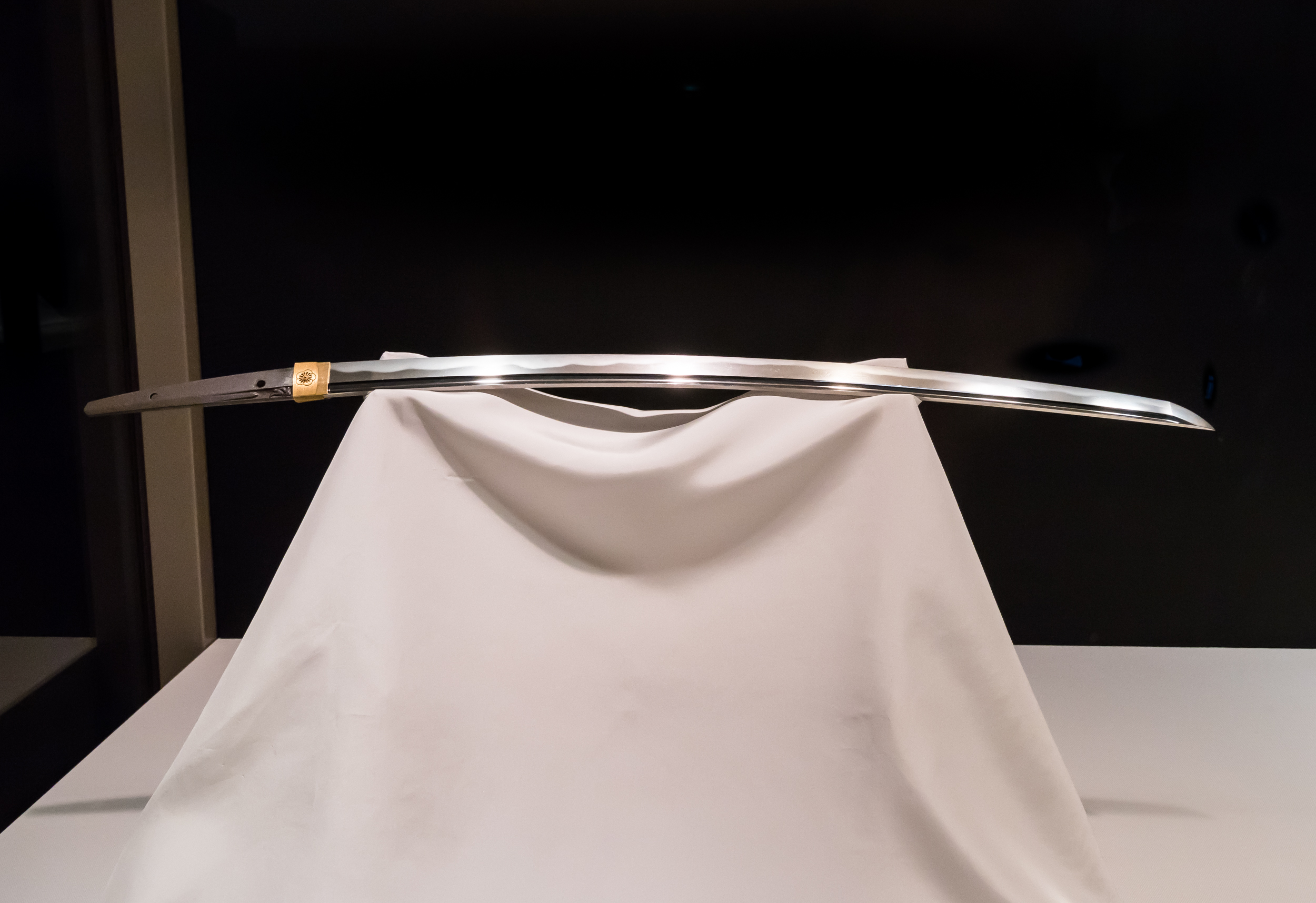
刀 無銘正宗（名物観世正宗）

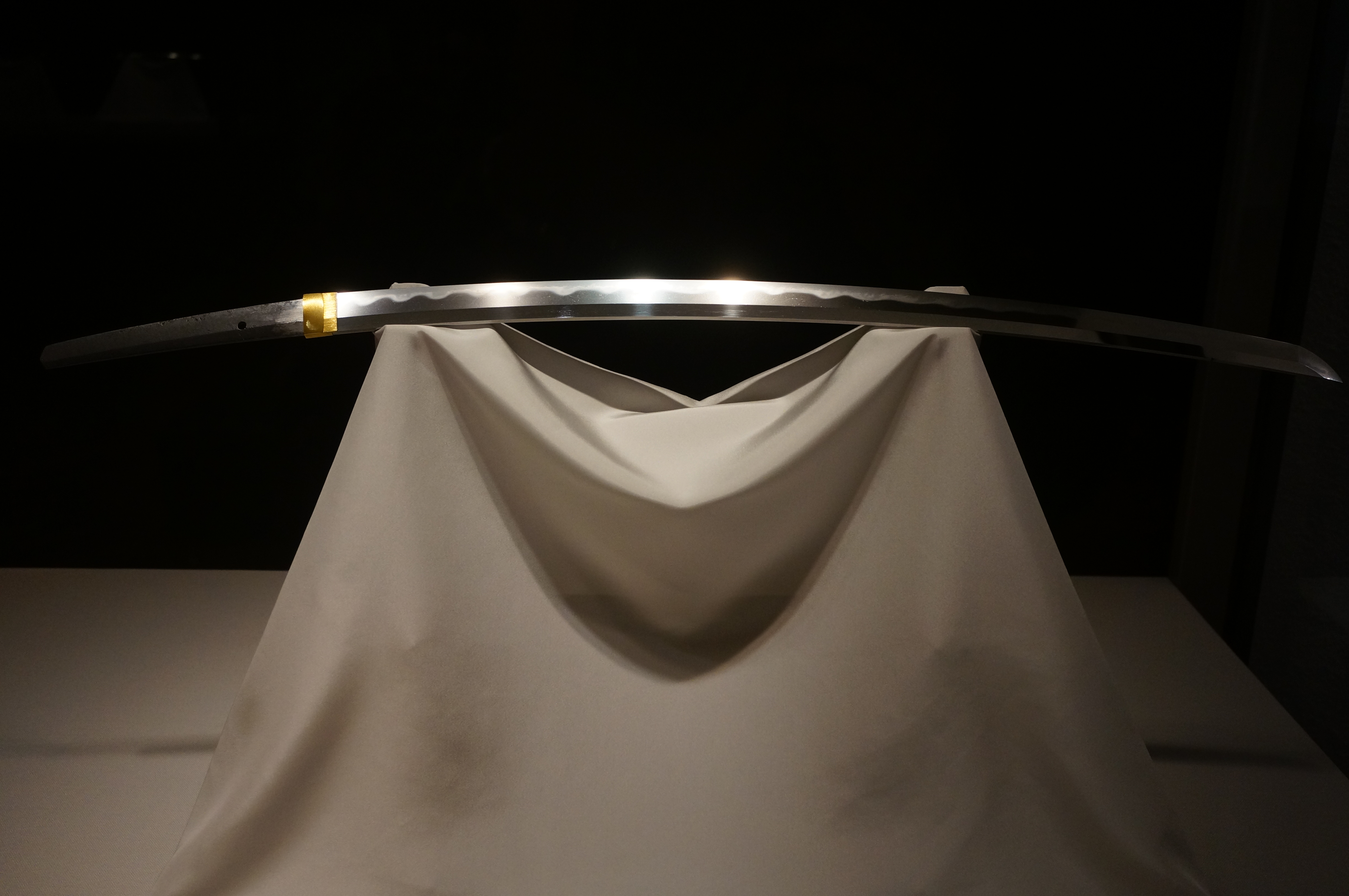
刀 無銘正宗（名物石田正宗）

現存作品のうち、国宝（刀4口、短刀5口）、御物などの著名なものを掲げる（順不同）。作品名の後の数字は刃長。「金象嵌銘」とあるものは正宗本人の入れた銘ではなく後世の鑑定銘である。

### 国宝
- 刀 金象嵌銘 城和泉守所持正宗磨上本阿（花押）70.8cm 東京国立博物館蔵

武田家の家臣でのち徳川家康に仕えた城和泉守昌茂の所持。のち津軽家所蔵となる。
- 刀 無銘大磨上（名物太郎作正宗）64.3cm 前田育徳会蔵

号は徳川家の家臣・水野太郎作正重の所持にちなむ。正重から徳川秀忠に献上。徳川家光の代に家光の養女大姫（徳川頼房息女、前田光高室）が前田家に輿入れするに持参し、以後前田家に伝来する。
- 刀　無銘大磨上（名物観世正宗）64.6cm 東京国立博物館蔵

号は観世黒雪の所持にちなむ。黒雪から徳川家康が召し上げ、徳川秀忠の代に息女千姫（豊臣秀頼室、後に本多忠刻室）の輿入れに際して本多家に持参。後に徳川将軍家に戻り、徳川慶喜が有栖川宮に献上した。
- 刀 金象嵌銘 正宗本阿（花押）（名物中務正宗）67.0cm 文化庁所有

号は徳川家の家臣・本多忠勝の所持に因む。忠勝から徳川家康に献上。水戸徳川家→甲府藩主・徳川綱豊を経て再び徳川将軍家の所蔵となった。
- 短刀 無銘（名物庖丁正宗）24.1cm 徳川美術館蔵

駿府御分物（徳川家康遺品）中にあったもので、尾張徳川家に伝来した。
- 短刀 無銘（名物庖丁正宗）21.8cm 永青文庫蔵

安国寺恵瓊の蔵刀で、関ヶ原の戦いにおいて恵瓊を捕縛した奥平信昌が所持し、徳川家康に献上。家康から松平忠明（信昌の子、家康の外孫）に下賜され、奥平松平家に伝来した。
- 短刀 無銘（名物庖丁正宗）21.7cm 大阪府[14]・法人蔵

日向延岡内藤家伝来。
- 短刀 無銘（名物日向正宗）24.8cm 三井記念美術館蔵

号は水野日向守勝成の所持にちなむ。石田三成から妹婿福原長堯に与えられ、関ヶ原の戦いの際、水野勝成が奪った。
- 短刀 無銘（名物九鬼正宗）24.8cm 林原美術館蔵

号は九鬼嘉隆の子・長門守守隆の所持にちなむ。守隆から徳川家康に献上され、紀州徳川家・徳川頼宣を経て伊予西条松平家の所蔵となる。

### 重要文化財
- 刀 無銘大磨上（名物石田正宗）68.8cm 東京国立博物館蔵

号は石田三成の所持に因む。毛利若狭守→宇喜多秀家→石田三成を経て結城（松平）秀康から津山松平家の所蔵となる。
- 刀 無銘大磨上 68.2cm 佐野美術館蔵

　  徳川将軍家伝来の一口で、鞘書から「疱瘡正宗」と称す。
- 刀 金象嵌銘 正宗磨上 本阿弥（花押）（名物池田正宗）66.9cm 徳川美術館蔵

号は池田備中守長吉の所持に因む。伊達政宗→池田備中守長吉→徳川秀忠と伝来した後、尾張徳川家の所蔵となる。
- 刀 無銘 73.2cm 徳川美術館蔵
- 短刀 銘 正宗（名物不動正宗）25.1cm 徳川美術館蔵
- 短刀 無銘（名物伏見正宗）25.7cm 個人蔵

号は飛騨高山城主・金森長近が、伏見で求め、徳川家へ献上したことによる。
以下は「伝・正宗」として重要文化財に指定されているものである。
- 刀 72.1cm 個人蔵

1982年盗難に遭う
- 脇指 53.3cm 秋水美術館蔵
- 短刀（名物一庵正宗）24.5cm 徳川美術館蔵
- 刀 徳川将軍家旧蔵（名物本庄正宗）

号は上杉家の武将本庄繁長が、敵将東禅寺勝正から奪ったものであることによる。上杉家から複数の所蔵先を経て徳川将軍家の所蔵となる。1945年、連合軍に接収され、以後所在不明。

### 重要美術品

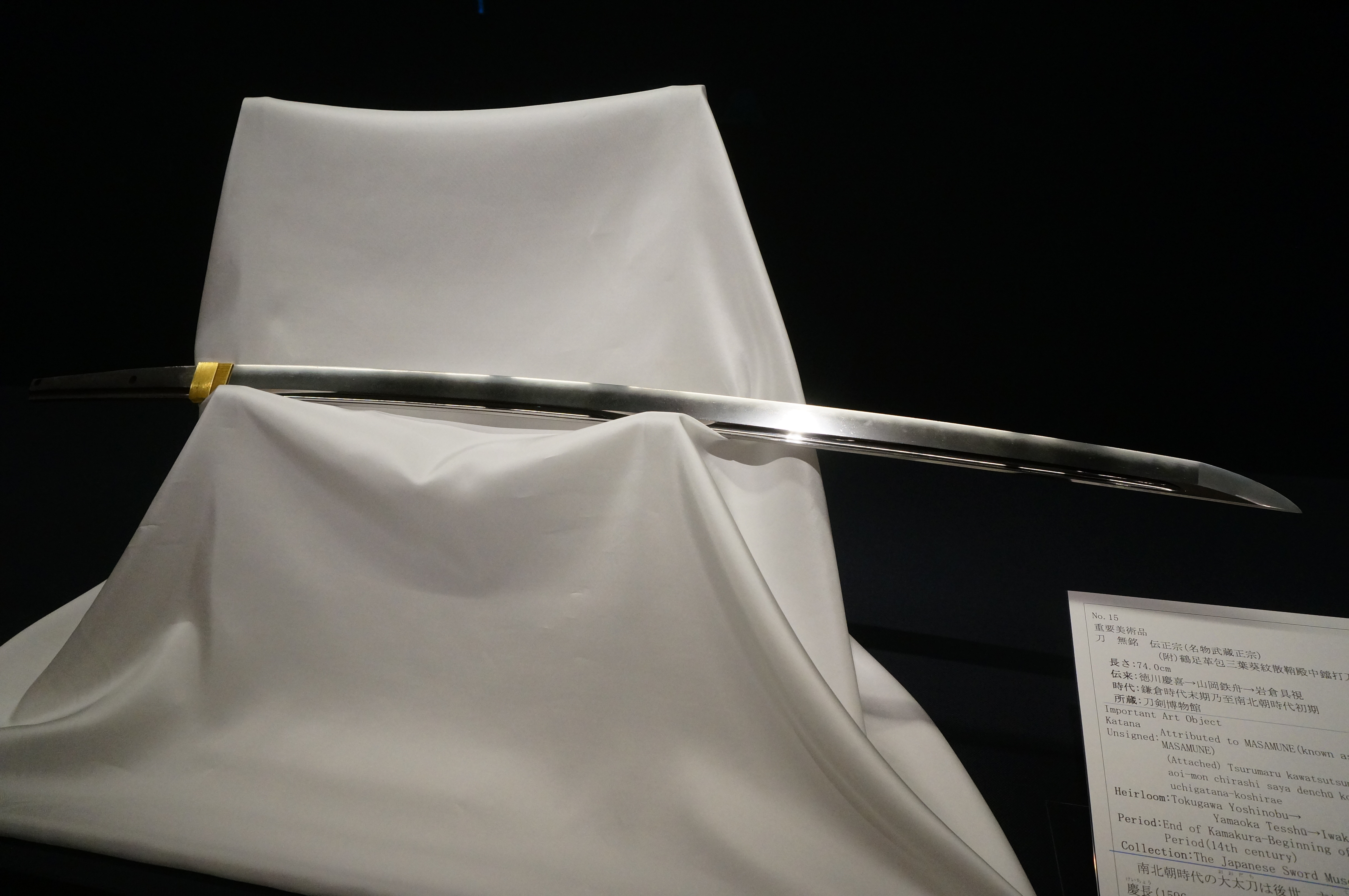
刀 無銘 伝正宗（名物武蔵正宗）

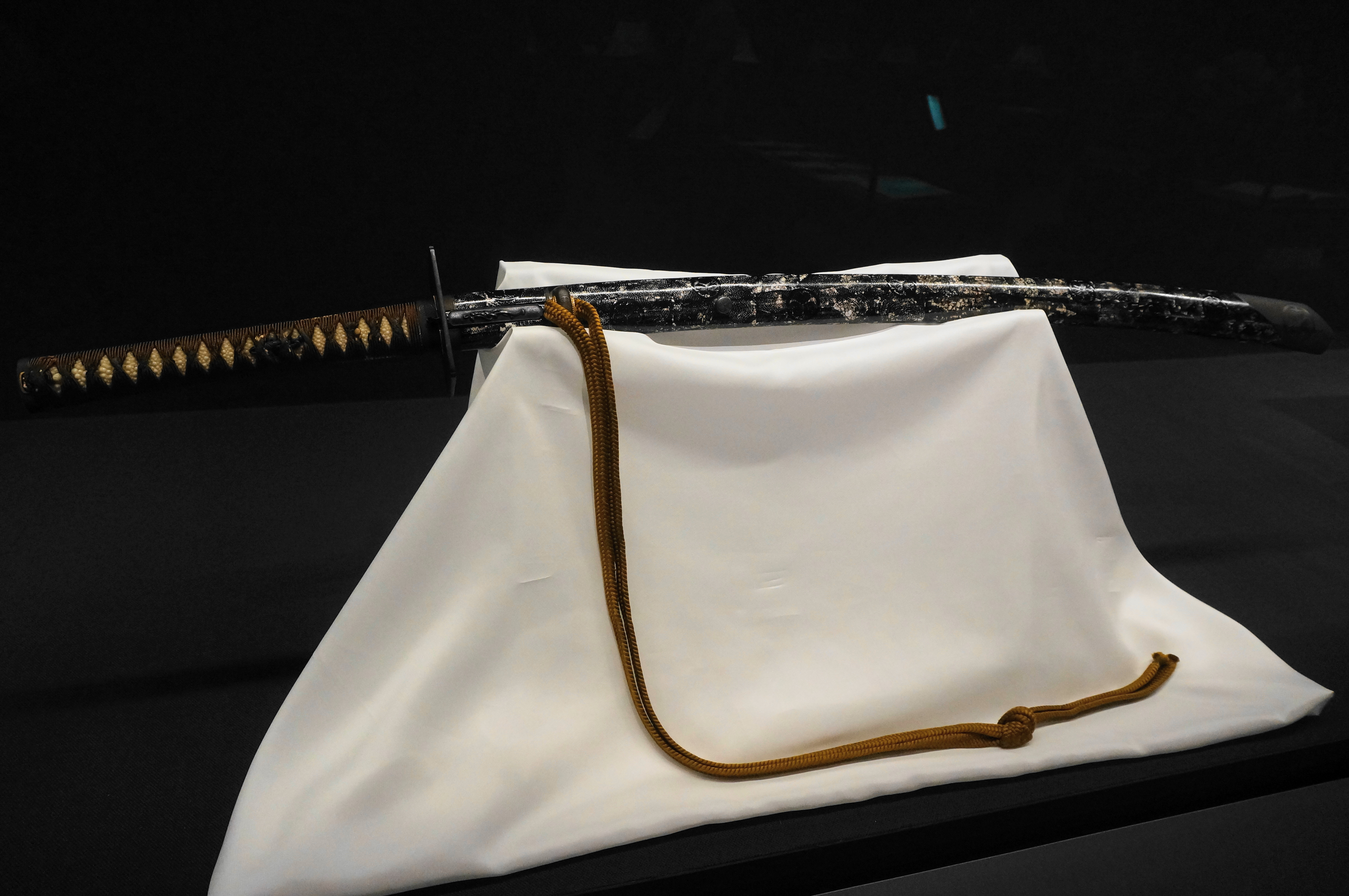
刀 無銘 伝正宗（名物武蔵正宗）（附）鶴足革包三葉葵紋散鞘殿中鐺打刀拵

- 刀 無銘（名物武蔵正宗）74.0cm　2022年「日本刀 多彩なる造形」展（刀剣博物館 ）に出品

徳川慶喜→山岡鉄舟→岩倉具視へと伝来した。
- 短刀 無銘（名物小玉正宗）25.2cm 個人蔵。2002年「特別展 正宗」に出品
- 短刀（号 蜂須賀正宗） 朱銘で正宗とある、別名『日暮しの短刀』[15]

島原の乱（寛永十四年～十五年（1637年-1638年））の戦功により戸田家が将軍より拝領、大垣藩主戸田家伝来。刀剣博物館蔵。

### その他
※21世紀以降に展覧会に出品されたもの、その他所在の明らかなものを中心に挙げる。
- 小太刀 朱銘正宗本阿（花押）59.0cm 個人蔵 2002年「特別展 正宗」に出品
- 刀 無銘大磨上（名物会津正宗）65.2cm 御物

号は会津を領した蒲生氏郷の所持に因む。氏郷の嫡男・蒲生秀行から徳川家康に献上され、尾張徳川家・徳川義直→2代将軍徳川秀忠→再び尾張徳川家と伝来した後、徳川将軍家の所蔵となる。
- 刀 無銘 (名物本多正宗 )　69.2ｃｍ　個人蔵　金象嵌銘　本多安房守所持・正宗磨上光徳花押　2002年「特別展 正宗」に出品
- 刀 無銘（名物籠手切正宗）68.4cm 東京国立博物館 2011年「名物刀剣」展に出品
- 刀 無銘（名物大柿正宗）63.9cm 個人蔵 2011年「名物刀剣」展に出品
- 刀 無銘（名物若狭正宗）68.5cm 三の丸尚蔵館蔵 2009年「皇室の名宝」展、2020年から2021年「埋忠」展に出品
- 刀 無銘（名物島津正宗）68.7cm 京都国立博物館 2014年「京（みやこ）へのいざない」展に出品

号の由来は不明。『享保名物帳』によると、紀伊藩主徳川光貞が隠居の時に徳川綱吉に献上し、その後綱吉が加賀藩の前田綱紀に与えた。しかし、綱紀は再び将軍家に献上し、幕末の和宮降嫁の際には孝明天皇に拵料として金1000両を添えて献上された。その後記録上に見えなくなるが、人知れず近衛家の傍系から大阪の実業家の手に渡り、2013年度に京都国立博物館に寄贈された。150年間所在不明になっていた本作であるが、『享保名物帳』と刃長がほぼ一致することや、享保2年（1717年）に原本が作られた『継平押形』所収の島津正宗の刃文と極めてよく一致する（刃文はそれぞれの刀剣に固有）ことから、島津正宗と認定して問題ない。
- 刀 73cm ハリー・S・トルーマン大統領図書館および博物館(Harry S. Truman Presidential Library and Museum)

戦後まもなく貿易商の岡田えいたろうからウォルター・クルーガーに贈呈され、彼が帰国後にハリー・S・トルーマンに贈った。
- 短刀 無銘（名物小松正宗）29.3cm 佐野美術館 2002年「特別展 正宗」、2011年「名物刀剣」展に出品
- 短刀 銘正宗作（名物大黒正宗）28.5cm 個人蔵 2011年「名物刀剣」展に出品
- 短刀 無銘（太閤御物 号細川正宗）24.6cm 個人蔵 2002年「特別展 正宗」に出品
- 短刀 銘正宗（名物京極正宗）23.0cm 三の丸尚蔵館 2002年「特別展 正宗」に出品
- 短刀 銘正宗 23.5cm 徳川美術館 2002年「特別展 正宗」に出品
- 短刀 銘嘉暦三年八月相州住正宗（名物大坂長銘正宗）26.1cm 徳川美術館 大坂城落城の際に焼けたものを越前康継が再刃。2002年「特別展 正宗」、2011年「名物刀剣」展に出品
- 短刀 無銘（名物金森正宗）25cm 個人蔵

号は飛騨高山城主・金森長近が所持したことによる。その後、金森可重を経て徳川将軍家の所蔵となる。
- 短刀 銘正宗（名物夫馬正宗）東京国立博物館蔵 2020年「埋忠」展に出品

出品展覧会名
- 「埋忠」 2020年10月 - 2021年2月 大阪歴史博物館、刀剣博物館
- 「名物刀剣」展 2011年8月 - 2012年2月 根津美術館、富山県水墨美術館、佐野美術館、徳川美術館
- 「皇室の名宝」展 2009年11月 東京国立博物館
- 「特別展 正宗」 2002年1月 - 6月 佐野美術館、富山県水墨美術館、徳川美術館、根津美術館

## 後世の逸話
織田信長や豊臣秀吉に仕えた安土桃山時代の茶人・津田宗及の『宗及他会記』の天正8年（1580年）3月22日の記録に正宗が登場する。
信長の前で脇指14腰、御腰物8腰が振る舞われたとある。茶事に信長を客として招き、当時の名刀を並べたのである。短刀では薬研透（やげんすかし）吉光、無銘藤四郎、アラミ藤四郎などの名のある吉光にまじって、上龍下龍正宗、大トヲシ正宗の名があり、腰物分として正宗（ウチイ五郎入道）が記されている。ウチイは「氏家」のことといい、五郎入道は正宗の俗名である。この刀は「油屋に質に入っている」との記述がある。

### 子孫
正宗から二十四代目の子孫に当たる人物が、正宗工芸製作所を営み、刀剣・包丁・ハサミ・小刀等を制作している。

## 価値
三菱財閥の創業者である岩崎弥太郎は、「金子に糸目をつけないから正宗を手に入れるよう云々」全國の古美術商に号令を懸けたことは語り草となっている。現在、正宗の作は納まる所に納まっており、巷（店や競売等）に出てくるようなものではない。近世には、正宗作のいくつかの名物の代付（値段）は、無代（値が付けられない）とされていた。武士が主君に献上、あるいは恩義の代償として下賜することはあっても、金子での売り買いは不可能だったということであろう。
2003年に『刀 金象嵌銘正宗本阿（花押）本多中務所持（名物中務正宗）』（国宝、徳川将軍家伝来品）を文化庁が買い上げた際の価格は、官報公示によれば166,250,000円であった。

## 小説
- 波平由紀靖『正宗』（郁朋社・2010年11月） ISBN 978-4-87302-483-7 C0093

## 参考資料